# Keesha Sharp
Keesha Ulricka Sharp (Rochester, Nueva York, 9 de junio de 1973) es una actriz y directora estadounidense. Comenzó su carrera apareciendo en dramas televisivos, antes de su papel habitual como Mónica Charles Brooks en la serie de comedia Girlfriends (2002-08), por la que recibió el premio NAACP Image a la mejor actriz de reparto en una serie de comedia.
Sharp ha aparecido en películas como American Adobo (2002), Why Did I Get Married? (2007), y de 2010 a 2013 coprotagonizó la comedia de TBS Are We There Yet?. En 2016 interpretó a Dale Cochran, la esposa de Johnnie Cochran, en la serie dramática de antología FX, The People v. O. J. Simpson: American Crime Story. Más tarde ese año, Sharp comenzó a interpretar a Trish Murtaugh en la serie de comedia dramática de Fox, Lethal Weapon.

## Filmografía

### Cine
| Año  | Título                                    | Rol                     | Notas                          |
| ---- | ----------------------------------------- | ----------------------- | ------------------------------ |
| 2001 | Pootie Tang                               | Chica en la fiesta      |                                |
| 2001 | American Adobo                            | Debbie                  |                                |
| 2003 | Malibu's Most Wanted                      | Sister                  |                                |
| 2003 | Leprechaun: Back 2 tha Hood               | Chanel                  |                                |
| 2004 | Never Die Alone                           | Edna                    |                                |
| 2005 | What If in This Life                      | Víctima de violación    | Corto                          |
| 2007 | Why Did I Get Married?                    | Pam                     |                                |
| 2008 | Shattered!                                | Angela                  |                                |
| 2014 | The 636                                   | Hope Rigby              | Corto                          |
| 2014 | Half-Off                                  |                         | Directora y escritora          |
| 2015 | Christian                                 | Robyn                   | Corto                          |
| 2016 | Born Guilty                               | Leslie                  |                                |
| 2016 | Frozen Peas                               | Daisy                   |                                |
| 2016 | You Have a Nice Flight                    | Kristen                 |                                |
| 2017 | Marshall                                  | Vivien "Buster" Burey   |                                |
| 2022 | Titanic 666                               | Capitana Celeste Rhodes |                                |
| 2024 | Justice League: Crisis on Infinite Earths | Vixen                   | Película directo a video (voz) |

### Televisión
| Año       | Título                            | Rol                              | Notas                                                                      |
| --------- | --------------------------------- | -------------------------------- | -------------------------------------------------------------------------- |
| 2000      | Welcome to New York               | Lauren                           | Episodio: "The Crier"                                                      |
| 2001      | Third Watch                       | Grace                            | Episodio: "Walking Wounded"                                                |
| 2001      | Law & Order: Special Victims Unit | Charlene                         | Episodio: "Pique"                                                          |
| 2002–2008 | Girlfriends                       | Monica Charles Brooks            | Recurrente: Temporadas 3-6, Protagónico: Temporadas 7-8                    |
| 2004      | The Tracy Morgan Show             | Lindy Berry                      | Recurrente: Temporada 1                                                    |
| 2004      | Still Standing                    | Lexi                             | Episodio: "Still Flirting"                                                 |
| 2005–06   | Everybody Hates Chris             | Sheila Ridenhour                 | Recurrente: Temporada 1                                                    |
| 2009      | America's Got Talent              | Ella misma                       | Episodio: "Episode #4.25"                                                  |
| 2009      | The Game                          | Keesha James                     | Episodio: "Hill Street Blues"                                              |
| 2010      | Cold Case                         | Chantel Jones                    | Episodio: "Bombers"                                                        |
| 2010      | Detroit 1-8-7                     | Keri Rader                       | Episodio: "Royal Bubbles/Needle Drop"                                      |
| 2010–2013 | Are We There Yet?                 | Gigi                             | Protagónico                                                                |
| 2013      | Melissa & Joey                    | Maggie                           | Episodio: "Teach Your Children"                                            |
| 2013      | Elementary                        | Felicia                          | Episodio: "Poison Pen"                                                     |
| 2013      | Instant Mom                       | Lynn Lawson                      | Episodio: "Dances with She-Wolves"                                         |
| 2014      | Bad Teacher                       | Denise                           | Recurrente                                                                 |
| 2014      | The Exes                          | Dee Dee                          | Episodio: "Catch It 'Cause You Can"                                        |
| 2015      | The Player                        | Maya                             | Recurrente                                                                 |
| 2016      | American Crime Story              | Sylvia Dale Cochran              | Recurrente                                                                 |
| 2016–2019 | Lethal Weapon                     | Trish Murtaugh                   | Protagónico                                                                |
| 2018      | Hell's Kitchen                    | Ella misma/Clienta de restaurant | Episodio: "Trying to Pasta Test"                                           |
| 2018–19   | The Good Fight                    | Naomi Nivola                     | Invitada: temporada 2, Recurrente: Temporada 3                             |
| 2019–20   | Empire                            | Dra. Paula Wick                  | Recurrente: Temporada 6                                                    |
| 2022      | Inside the Black Box              | Ella misma                       | Episodio: "Condola Rashad, Keesha Sharp and Jeff Byrd Visit the Black Box" |
| 2023      | Power Book II: Ghost              | Profesora Harper Bonet           | Protagónico: Temporada 3                                                   |
| 2025      | Power Book V: Influence           | Profesora Harper Bonet           | Protagónico                                                                |

#### Como Directora
| Año  | Tctulo                   | Notas                                                         |
| ---- | ------------------------ | ------------------------------------------------------------- |
| 2012 | Are We There Yet?        | Episodio: "The Concussion Episode"                            |
| 2014 | Half-Off                 | Director and writer                                           |
| 2018 | Lethal Weapon            | Episodio: "Panama"                                            |
| 2021 | Black Lightning          | Episodio: "The Book of Ruin: Chapter Four: Lyding"            |
| 2021 | The Last O.G.            | Episodio: "Tray Finds His Purpose" y "If You Can't Buy, Rent" |
| 2021 | Our Kind of People       | Episodio: "Sistervention..."                                  |
| 2022 | Charmed                  | Episodio: "The Tallyman Cometh"                               |
| 2022 | All American: Homecoming | Episodio: "Free Your Mind"                                    |
| 2023 | Bel-Air                  | Episodio: "Excellence is Everywhere"                          |